# Biblioteka Literatury XXX-lecia
Biblioteka Literatury XXX-lecia – polska seria książkowa, wydawana w latach 70. XX wieku z okazji przypadającego w 1974 roku 30-lecia Polski Ludowej. Było to przedsięwzięcie wydawnicze, w którym uczestniczyło wielu edytorów, m.in. wydawnictwa: Czytelnik, Iskry, Książka i Wiedza, Instytut Wydawniczy „Pax”, Ludowa Spółdzielnia Wydawnicza, Ossolineum, Państwowy Instytut Wydawniczy, Wydawnictwo Literackie, Wydawnictwo Lubelskie, Wydawnictwo Łódzkie, Wydawnictwo Ministerstwa Obrony Narodowej, Wydawnictwo Poznańskie, Wydawnictwo „Śląsk”. Poszczególne pozycje serii miały jednakową szatę graficzną. Autorem układu typograficznego był Jan Bokiewicz. Wiele okładek książek z serii zaprojektował Janusz Stanny.
Seria miała kontynuację w postaci realizowanej w latach 80. Kolekcji Polskiej Literatury Współczesnej.

## Pozycje serii
1. Andrzejewski, Jerzy, Popiół i diament, Państwowy Instytut Wydawniczy, Warszawa 1973
2. Antologia dramatu, Państwowy Instytut Wydawniczy, Warszawa 1976
3. Auderska, Halina, Babie lato, Książka i Wiedza, Warszawa 1974
4. Auderska, Halina, Jabłko granatu, Wydawnictwo Łódzkie, Łódź 1973
5. Auderska, Halina, Ptasi gościniec. Babie lato, Książka i Wiedza, Warszawa 1976
6. Bocheński, Jacek, Boski Juliusz. Zapiski antykwariusza, Czytelnik, Warszawa 1975
7. Borowski, Tadeusz, Pożegnanie z Marią, Kamienny świat, Państwowy Instytut Wydawniczy, Warszawa 1972
8. Borchardt, Karol Olgierd, Znaczy kapitan, Wydawnictwo Morskie, Gdańsk 1973
9. Brandys, Kazimierz, Miasto niepokonane, Państwowy Instytut Wydawniczy, Warszawa 1974
10. Brandys, Marian, Nieznany książę Poniatowski, Iskry, Warszawa 1973
11. Bratny, Roman, Kolumbowie. Rocznik 20 (3 tomy), Państwowy Instytut Wydawniczy, Warszawa 1974
12. Roman Bratny, Zgoda na gniew. Wybór opowiadań, Wydawnictwo Ministerstwa Obrony Narodowej, Warszawa 1974
13. Braun, Andrzej, Próżnia, Państwowy Instytut Wydawniczy, Warszawa 1974
14. Breza, Tadeusz, Spiżowa brama, Czytelnik, Warszawa 1973
15. Breza, Tadeusz, Urząd, Państwowy Instytut Wydawniczy, Warszawa 1973 i 1974
16. Broniewski, Władysław, Wiersze i poematy, Państwowy Instytut Wydawniczy, Warszawa 1973
17. Broszkiewicz, Jerzy, Dziesięć rozdziałów, Wydawnictwo Literackie, Kraków 1974
18. Bryll, Ernest, Dramaty i wiersze, Instytut Wydawniczy „Pax”, Warszawa 1973
19. Buczkowski, Leopold, Czarny potok, Instytut Wydawniczy „Pax”, Warszawa 1974
20. Bunsch, Karol, Wawelskie wzgórze. Powieść historyczna z czasów Łokietka, Wydawnictwo Literackie, Kraków 1974
21. Bystrzycka, Zofia, Trójwidzenie, Państwowy Instytut Wydawniczy, Warszawa 1975
22. Choromański, Michał, W rzecz wstąpić, Wydawnictwo Poznańskie, Poznań 1973
23. Czernik, Stanisław, Ręka, Ludowa Spółdzielnia Wydawnicza, Warszawa 1974
24. Czeszko, Bohdan, Pokolenie, Czytelnik, Warszawa 1971
25. Dąbrowska, Maria, Opowiadania, Czytelnik, Warszawa 1972
26. Dobraczyński, Jan, Klucz mądrości, Instytut Wydawniczy „Pax”, Warszawa 1973
27. Dobrowolski, Stanisław Ryszard, Doświadczenia. Poezje wybrane, Państwowy Instytut Wydawniczy, Warszawa 1974
28. Drozdowski, Bohdan, Druga połowa wieku, Wydawnictwo Literackie, Warszawa 1975
29. Dygat, Stanisław, Podróż, Państwowy Instytut Wydawniczy, Warszawa 1973
30. Filipowicz, Kornel, Biały ptak i inne opowiadania, Wydawnictwo Literackie, Kraków 1973
31. Fornalska, Marcjanna, Pamiętnik matki, Książka i Wiedza, Warszawa 1973
32. Gałczyński, Konstanty Ildefons, Liryka i groteska, Czytelnik, Warszawa 1975
33. Gerhard, Jan, Łuny w Bieszczadach, Wydawnictwo Ministerstwa Obrony Narodowej, Warszawa 1974
34. Gisges, Jan Maria, Śmiech, Ludowa Spółdzielnia Wydawnicza, Warszawa 1974
35. Gojawiczyńska, Pola, Krata, Czytelnik, Warszawa 1974
36. Gołubiew, Antoni, Bolesław Chrobry, Instytut Wydawniczy „Pax”, Warszawa 1974
37. Gomolicki, Leon, Uprowadzenie Baucis, Wydawnictwo Łódzkie, Łódź 1975
38. Grabski, Władysław Jan, Saga o Jarlu Broniszu, Instytut Wydawniczy „Pax”, Warszawa 1973
39. Grochowiak, Stanisław, Rzeczy na wersety i głosy. Wybór poezji i dramatów, Państwowy Instytut Wydawniczy, Warszawa 1973
40. Harasymowicz, Jerzy, Wybór wierszy 1955-1973, Wydawnictwo Literackie, Kraków 1975
41. Herbert, Zbigniew, Wybór poezji. Dramaty, Czytelnik, Warszawa 1973
42. Hertz, Paweł, Portret Słowackiego, Państwowy Instytut Wydawniczy, Warszawa 1976
43. Hołuj, Tadeusz, Koniec naszego świata, Wydawnictwo Literackie, Kraków 1973
44. Iwaszkiewicz, Jarosław, Sława i chwała (3 tomy), wyd. 7, Państwowy Instytut Wydawniczy, Warszawa 1973
45. Iwaszkiewicz, Jarosław, Wybór opowiadań, Czytelnik, Warszawa 1973
46. Jastrun, Mieczysław, Rzecz ludzka, Państwowy Instytut Wydawniczy, Warszawa 1973
47. Kawalec, Julian, Ziemi przypisany. Tańczący jastrząb, Państwowy Instytut Wydawniczy, Warszawa 1973, 1974
48. Klucze do zdarzeń. Wybór reportaży z Polski i o Polsce, Iskry, Warszawa 1976
49. Kogut, Bogusław, Jeszcze miłość, Wydawnictwo Literackie, Kraków 1974
50. Kolumbowie i współcześni. Antologia poezji polskiej po roku 1939, Czytelnik, Warszawa 1976
51. Konwicki, Tadeusz, Sennik współczesny, Iskry, Warszawa 1973
52. Kossak, Zofia, Dziedzictwo, Instytut Wydawniczy „Pax”, Warszawa 1974
53. Kotowicz, Waldemar, Frontowe drogi, Wydawnictwo Ministerstwa Obrony Narodowej, Warszawa 1975
54. Koźniewski, Kazimierz, Piątka z ulicy Barskiej, Państwowy Instytut Wydawniczy, Warszawa 1974
55. Kruczkowski, Leon, Szkice z piekła uczciwych i inne opowiadania, Czytelnik, Warszawa 1974
56. Krzysztoń, Jerzy, Cyrograf dojrzałości, Iskry, Warszawa 1975
57. Kuncewiczowa, Maria, Fantomy, Instytut Wydawniczy „Pax”, Warszawa 1975
58. Kuncewiczowa, Maria, Natura, Instytut Wydawniczy „Pax”, Warszawa 1976
59. Kuncewiczowa, Maria, Tristan 1946, Czytelnik, Warszawa 1972
60. Kurek, Jalu, Janosik, Wydawnictwo Ministerstwa Obrony Narodowej, Warszawa 1973
61. Kuśniewicz, Andrzej, Eroica, Państwowy Instytut Wydawniczy, Warszawa 1974
62. Kuśniewicz, Andrzej, Stan nieważkości, Państwowy Instytut Wydawniczy, Warszawa 1975
63. Lec, Stanisław Jerzy, Myśli nieuczesane, Wydawnictwo Literackie, Kraków 1974
64. Lem, Stanisław, Eden, Iskry, Warszawa 1973
65. Mach, Wilhelm, Życie duże i małe, Czytelnik, Warszawa 1974
66. Machejek, Władysław, Rano przyszedł huragan, Wydawnictwo MON, Warszawa 1974
67. Malewska, Hanna, Przemija postać świata, Instytut Wydawniczy „Pax”, Warszawa 1975
68. Morcinek, Gustaw, Pokład Joanny, Wydawnictwo „Śląsk”, Katowice 1975
69. Morton, Józef, Mój drugi ożenek, Ludowa Spółdzielnia Wydawnicza, Warszawa 1973
70. Mrożek, Sławomir, Wybór dramatów i opowiadań, Wydawnictwo Literackie, Kraków 1975
71. Myśliwski, Wiesław, Pałac, Państwowy Instytut Wydawniczy, Warszawa 1973
72. Nałkowska, Zofia, Dzienniki czasu wojny, Czytelnik, Warszawa 1974
73. Nałkowska, Zofia, Medaliony, Czytelnik, Warszawa 1974
74. Newerly, Igor, Pamiątka z Celulozy, Czytelnik, Warszawa 1973
75. Nowak, Tadeusz, A jak królem, a jak katem będziesz, Ludowa Spółdzielnia Wydawnicza, Warszawa 1974
76. Nowak, Tadeusz, Bielsze nad śnieg, Czytelnik, Warszawa 1973
77. Nowakowski, Marek, Sielanka. Wybór opowiadań, Państwowy Instytut Wydawniczy, Warszawa 1974
78. Osmańczyk, Edmund Jan, Był rok 1945..., Państwowy Instytut Wydawniczy, Warszawa 1973
79. Otwinowski, Stefan, Własna wina. Samosąd. Okoliczności łagodzące. Świadek nieoczekiwany, Wydawnictwo Literackie, Kraków 1973
80. Ozga-Michalski, Józef, Poezje wybrane, Ludowa Spółdzielnia Wydawnicza, Warszawa 1974
81. Ozga-Michalski, Józef, Sowizdrzał świętokrzyski, Ludowa Spółdzielnia Wydawnicza, Warszawa 1975
82. Ożóg, Jan Bolesław, Poezje wybrane, Ludowa Spółdzielnia Wydawnicza, Warszawa 1973
83. Parandowski, Jan, Zegar słoneczny, Czytelnik, Warszawa 1974
84. Parnicki, Teodor, Tylko Beatrycze, Instytut Wydawniczy „Pax”, Warszawa 1973
85. Paukszta, Eugeniusz, Wszystkie barwy codzienności, Wydawnictwo Poznańskie, Poznań 1973 i 1976
86. Piechal, Marian, Moje imperium, Wydawnictwo Łódzkie, Łódź 1975
87. Pierzchała, Jan, Krzak gorejący, Wydawnictwo „Śląsk”, Katowice 1975
88. Piętak, Stanisław, Młodość Jasia Kunefała. Ucieczka z miejsc ukochanych, Ludowa Spółdzielnia Wydawnicza, Warszawa 1975
89. Polska nowela współczesna, Wydawnictwo Literackie, Kraków 1976
90. Prorok, Leszek, Wyspiarze, Zakład Narodowy im. Ossolińskich, Wrocław 1974
91. Pruszyński, Ksawery, Opowieści, Państwowy Instytut Wydawniczy, Warszawa 1974
92. Przyboś, Julian, Wiersze i zapiski, Ludowa Spółdzielnia Wydawnicza, Warszawa 1974
93. Putrament, Jerzy, Bołdyn, Książka i Wiedza, Warszawa 1974
94. Putrament, Jerzy, Początek eposu i inne opowiadania, Czytelnik, Warszawa 1974
95. Rusinek, Michał, Wiosna admirała, Ludowa Spółdzielnia Wydawnicza, Warszawa 1976
96. Różewicz, Tadeusz, Poezja, dramat, proza, Zakład Narodowy im. Ossolińskich, Wrocław 1973
97. Rudnicki, Adolf, Złote okna i dziewięć innych opowiadań, Państwowy Instytut Wydawniczy, Warszawa 1974
98. Rudnicki, Lucjan, Stare i nowe, Państwowy Instytut Wydawniczy, Warszawa 1973
99. Saliński, Stanisław Maria, Ptaki powracają do snów, Instytut Wydawniczy „Pax”, Warszawa 1974
100. Sandauer, Artur, Proza, Wydawnictwo Literackie, Kraków 1974
101. Słonimski, Antoni, Wiersze, Państwowy Instytut Wydawniczy, Warszawa 1974
102. Stachura Edward, Siekierezada albo Zima leśnych ludzi, Czytelnik, Warszawa 1975
103. Stryjkowski, Julian, Austeria, Czytelnik, Warszawa 1973
104. Szaniawski, Jerzy, Profesor Tutka, Wydawnictwo Literackie, Kraków 1972
105. Szczepański, Jan Józef, Polska jesień, Wydawnictwo Literackie, Kraków 1974
106. Szelburg-Zarembina, Ewa, Samotność, Państwowy Instytut Wydawniczy, Warszawa 1973
107. Szewczyk, Wilhelm, Gadzi raj, Wydawnictwo MON, Warszawa 1974
108. Szmaglewska, Seweryna, Dymy nad Birkenau, Czytelnik, Warszawa 1972
109. Szymborska, Wisława, Wybór wierszy, Państwowy Instytut Wydawniczy, Warszawa 1973
110. Terlecki, Władysław Lech, Dwie głowy ptaka. Powrót z Carskiego Sioła, Państwowy Instytut Wydawniczy, Warszawa 1975
111. Tuwim, Julian, Kwiaty polskie, Czytelnik, Warszawa 1973
112. Wantuła, Leon, Urodzeni w dymach, Wydawnictwo „Śląsk”, Katowice 1974
113. Wańkowicz, Melchior, Ziele na kraterze, Instytut Wydawniczy „Pax”, Warszawa 1973
114. Worcell, Henryk, Najtrudniejszy język świata, Wydawnictwo „Śląsk”, Katowice 1975
115. Wydrzyński, Andrzej, Umarli rzucają cień, Iskry, Warszawa 1973
116. Zalewski, Witold, Pruski mur, Wydawnictwo Ministerstwa Obrony Narodowej, Warszawa 1974
117. Załuski, Zbigniew, Czterdziesty czwarty, Czytelnik, Warszawa 1973
118. Zawieyski, Jerzy, Wawrzyny i cyprysy, Czytelnik, Warszawa 1974
119. Zieliński, Stanisław, Spirytus z tureckim pieprzem, Iskry, Warszawa 1974
120. Żukrowski, Wojciech, Piórkiem flaminga. Nieśmiały narzeczony, Czytelnik, Warszawa 1974
121. Żukrowski, Wojciech, Skąpani w ogniu, Wydawnictwo Ministerstwa Obrony Narodowej, Warszawa 1974
122. Żylińska, Jadwiga, Złota włócznia, Państwowy Instytut Wydawniczy, Warszawa 1976